# スズキ・バンディット
バンディット（Bandit）は、スズキが販売しているオートバイの車種。排気量、製造年次、仕様地別に数種類がある。車名のバンディットとは「山賊」や「無頼漢」などを表す語。
なおバンディットの正式型番はGSF（ジーエスエフ）であるため、本項ではGSFシリーズとして発売された車両についても記述する。

## モデル一覧

### バンディット1250 ABS / S ABS / F ABS
バンディット1250/S ABSは2007年に発売された。それまでに発売されていた、スズキ伝統の油冷エンジンを搭載したバンディット1200/Sの外観はそのままに、新開発の水冷エンジンを搭載したモデルである。エンジン以外の外観はそのままであるが、ダウンフレーム径を従来型よりも10%大径化している。
この水冷エンジンは、従来の油冷エンジンに比べストロークを5mm拡大したもので、排気量は従来の1,156ccよりも98ccアップの1,254ccとなる。最大トルクは107N・m(10.9kg・m)となり、これを従来型よりもさらに低回転となる3,500rpmで発生させることとなった。また、二次バランサーが搭載され、騒音や振動を低減させ、よりスムーズなエンジンフィールを得ている。
エンジン水冷化に伴い、従来のキャブレター方式からインジェクションに変更されている。このインジェクションシステムにはSDTV(Suzuki Dual Throttle Valve)が搭載されており、ライダーのスロットル操作に対して、理想的な吸気速度を補助的に制御し、リニアなスロットルレスポンスと共に、排出ガスの低減に貢献している。
トランスミッションはエンジン水冷化にあわせて6速となった。全体のギア比は従来型から再設定されているが、高速巡航時のエンジン回転数を低減している。
また、このモデルから、日本販売のモデルに限っては、ABS搭載が標準となった。ABS検出部はアクティブセンサーとし、センサーローターはプレート式を採用している。
2010年4月にはバンディット1250F ABSが発売された。この車両は欧州では GSX1250FA として販売されているもので、前面にGSX-Rシリーズのデザインを流用したフルカウル仕様となっている。なお、この車両もABSは標準装備となっている。
ネイキッド版のバンディット1250 ABSは、発売から短期間で日本のラインナップから外されていたが、Fと車体構造を共通化し異型ヘッドライト装備させるなど外装を一新し、2010年6月から日本でも再び発売された。
なお、全車種とも日本仕様は2016年にメーカーより生産終了が公表されている。

### GSF1200/S / S-ABS・バンディット1200 / S

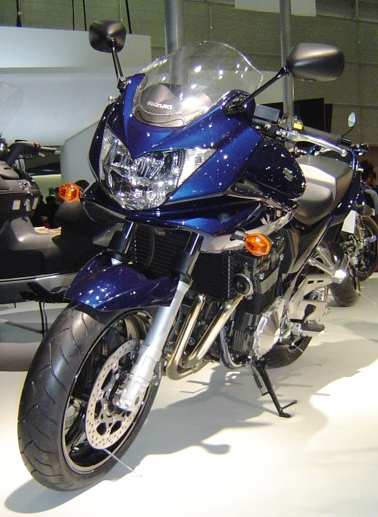
SUZUKI 2006年型Bandit1200S

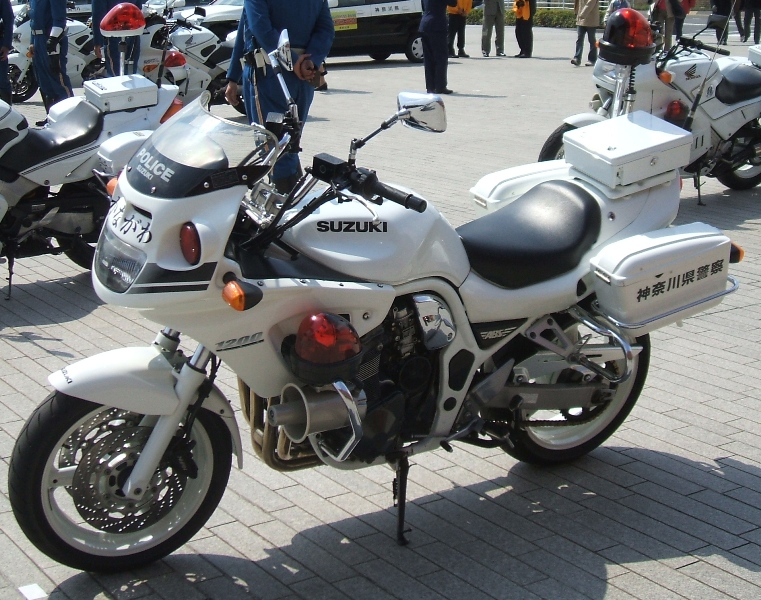
GSF1200P

GSF1200は1995年に発売された。低回転域のトルクの重厚さを売りにした車両であり、4000回転で最大トルクを発揮する強力なエンジンを搭載している。日本国外ではBandit1200の車名で輸出されていた。国内ではモデルチェンジとして発売されたイナズマ1200を挟み、2000年に再びモデルチェンジを受けてバンディット1200として発売されることになった。なお共に型番「S」のハーフカウル仕様もある。また、GSF1200Sには、二輪車には当時珍しかったABS搭載車種も存在した。
当車には白バイ仕様（形式はBC-GV75C、車名もバンディットではなくGSF1200P）も存在しており、ハーフカウル仕様のGSF1200SのABS仕様をベースモデルとして、専用カウル、速度取締メーター、SMPスイッチ、サイレン、パトライトの取り付けやサイドパニアケース、大型エンジンガード、大出力オルタネーター、警察無線用機材などの専用部品の装着が行われている。2004年の千葉県警察を皮切りとして、警視庁を中心に各道府県警においても、旧型のVFR750P(RC35)の置き換えとして導入が進んでいる。都道府県によっては導入数は現在の主力車種であるVFR800P(RC49)に並ぶほどとなっている。
なおスズキは2004年8月6日に国土交通大臣へ対しGSF1200Pのリコールの届出を行っている。リコール内容はスピードセンサーパネル圧入不良。
- 2000年3月発売
  - 形式 BC-GV77A
  - フレームナンバー GV77A-100001～
  - 機種番号 GSF1200Y（ネイキッド） / GSF1200SY（ハーフカウル）
  - カラー ソニックシルバーメタリック(YD8) / ダークスペースブルー(Y7H)

- 2001年11月発売
  - 形式 BC-GV77A
  - フレームナンバー GV77A-101226～
  - 機種番号 GSF1200SK2
  - カラー ソニックシルバーメタリック(YD8) / ダークスペースブルー(Y7H)

- 2003年2月発売
  - 形式 BC-GV77A
  - フレームナンバー  GV77A-101630～
  - 機種番号 GSF1200SK3
  - カラー ソニックシルバーメタリック(YD8) / パールディープシーブルー(YAR)

- 2003年10月発売
  - 形式 BC-GV77A
  - フレームナンバー  GV77A-101859～
  - 機種番号 GSF1200SK4
  - カラー ソニックシルバーメタリック(YD8) / パールディープシーブルー(YAR)

- 2004年7月発売
  - 形式 BC-GV77A
  - フレームナンバー  GV77A-102101～
  - 機種番号 GSF1200SK5
  - カラー ソニックシルバーメタリック(YD8)

- 2005年1月発売
  - 形式 BC-GV77A
  - フレームナンバー  GV77A-102284～
  - 機種番号 GSF1200ZK5
  - カラー グラススプラッシュホワイト/パールスズキディープブルー(LR5)

- 2006年3月発売
  - 形式 BC-GV79A
  - フレームナンバー  GV79A-100001～
  - 機種番号 GSF1200K6/SK6
  - カラー パールネブラーブラック(YAY) / キャンディインディブルー(LR5)

- 2006年9月発売
  - 形式 BC-GV79A
  - フレームナンバー  GV79A-100626～(SAK6) / GV79A-100636～(AK6)
  - 機種番号 GSF1200AK6/SAK6
  - カラー パールネブラーブラック(4CX)

2006年にフルモデルチェンジを行ない、全体的に扱いやすさを優先させたデザインとなり、「S」については風防のデザインが大幅に変更された。なお9月に「油冷エンジンを搭載した最終モデル」と公式発表した油冷ファイナルエディション（GSX1400も同様の特別仕様車をイギリスに導入している。ただし日本には導入されていない）を発売している。これはEUの排ガス規制であるユーロ3に油冷エンジンが適合できなくなったためだと言われている。専用装備としてABS、金色のホイール、専用エンブレムが奢られている。

### GSF750
GSF750は1995年に発売された。4ストローク油冷4気筒のエンジンをダブルクレードル構造のフレームに搭載しており、大型自動二輪車クラスのバンティッドシリーズにおいて構造的にスタンダードな車両であったが、教習車仕様なども作られたものの販売面では芳しくなくなかった。

### バンディット650 / S

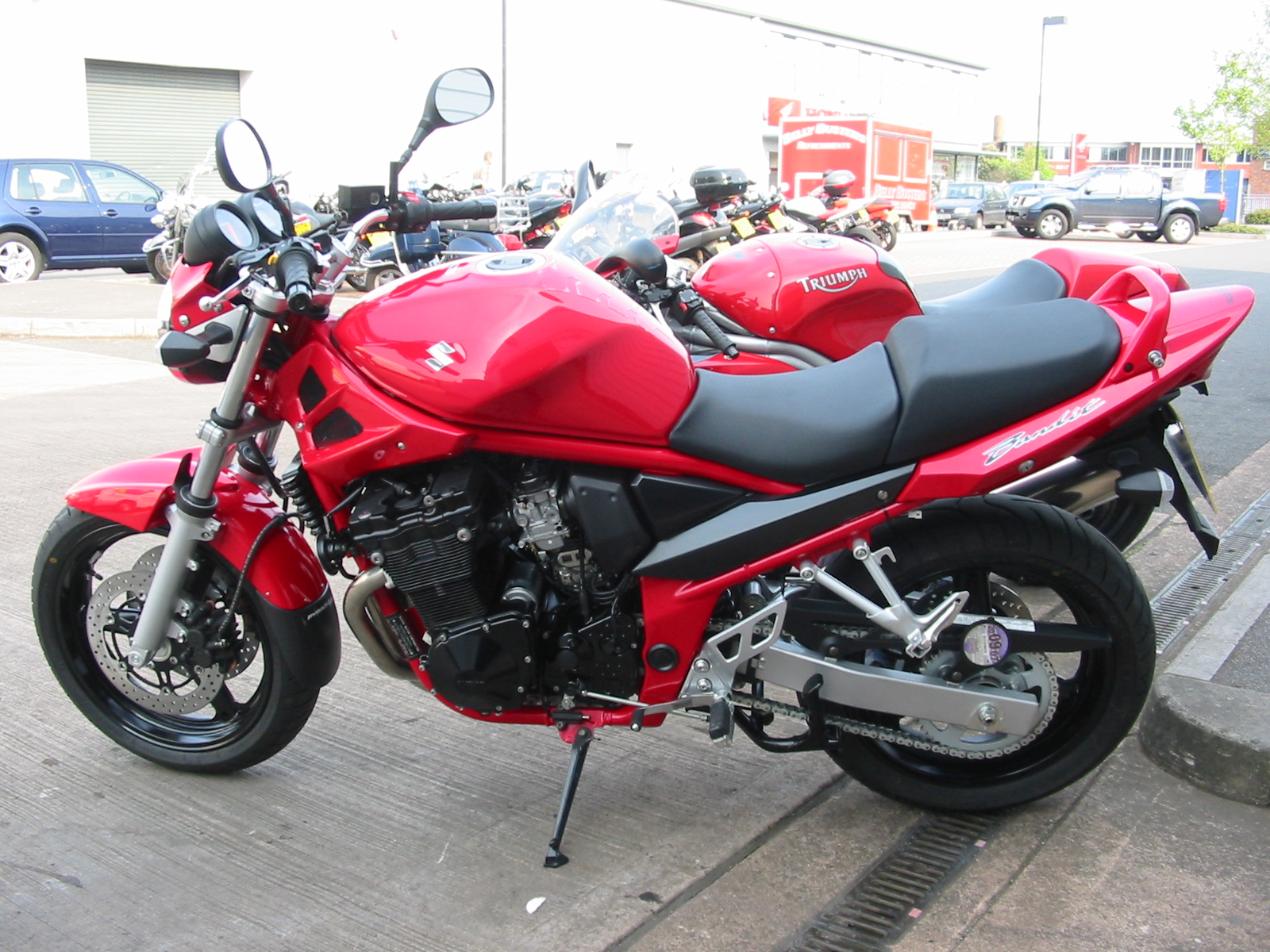
SUZUKI Bandit650

バンディット650（GSF650）は、2004年に発売された。先代モデルGSF600バンディットのエンジンをベースに排気量を拡大した油冷656ccエンジンを新型フレームに搭載する。ラインナップとしては、先代モデル同様にネイキッド仕様の標準モデルとハーフカウル仕様のバンディット650S（GSF650S）の2タイプとなる。2012年まで製造販売された。
派生車種として、GSF650をベースとしてGSX-Rと共通するデザインのフルカウルを装備した「GSX650F」がある。同車種は2008年モデルおよび2009年モデルが発売され、2011年まで販売が継続された。

### バンディット600 / S

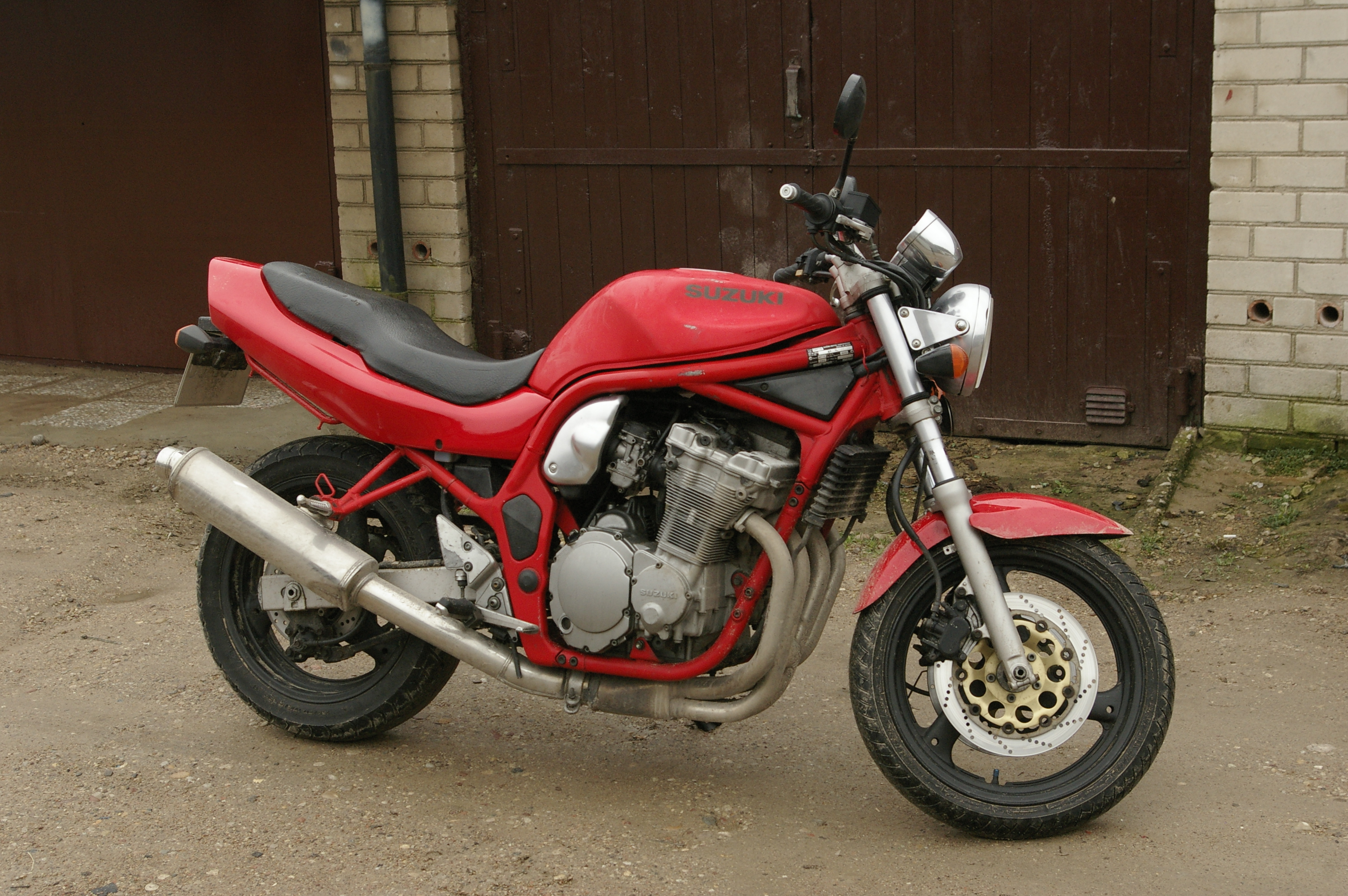
SUZUKI Bandit600

バンディット600（GSF600）はGSFシリーズをベースとした輸出専用車種である。ネイキッド仕様の標準モデルとハーフカウル仕様のバンディット600S（GSF600S）の二つのモデルがある。1996年から2003年まで製造販売された。